# Novonikolàievskoie
Novonikolàievskoie (en rus: Новониколаевское) és un poble de l'óblast de Vladímir, a Rússia, segons el cens del 2010 tenia 109 habitants. Pertany al districte municipal de Mélenki.